# Vanellus spinosus

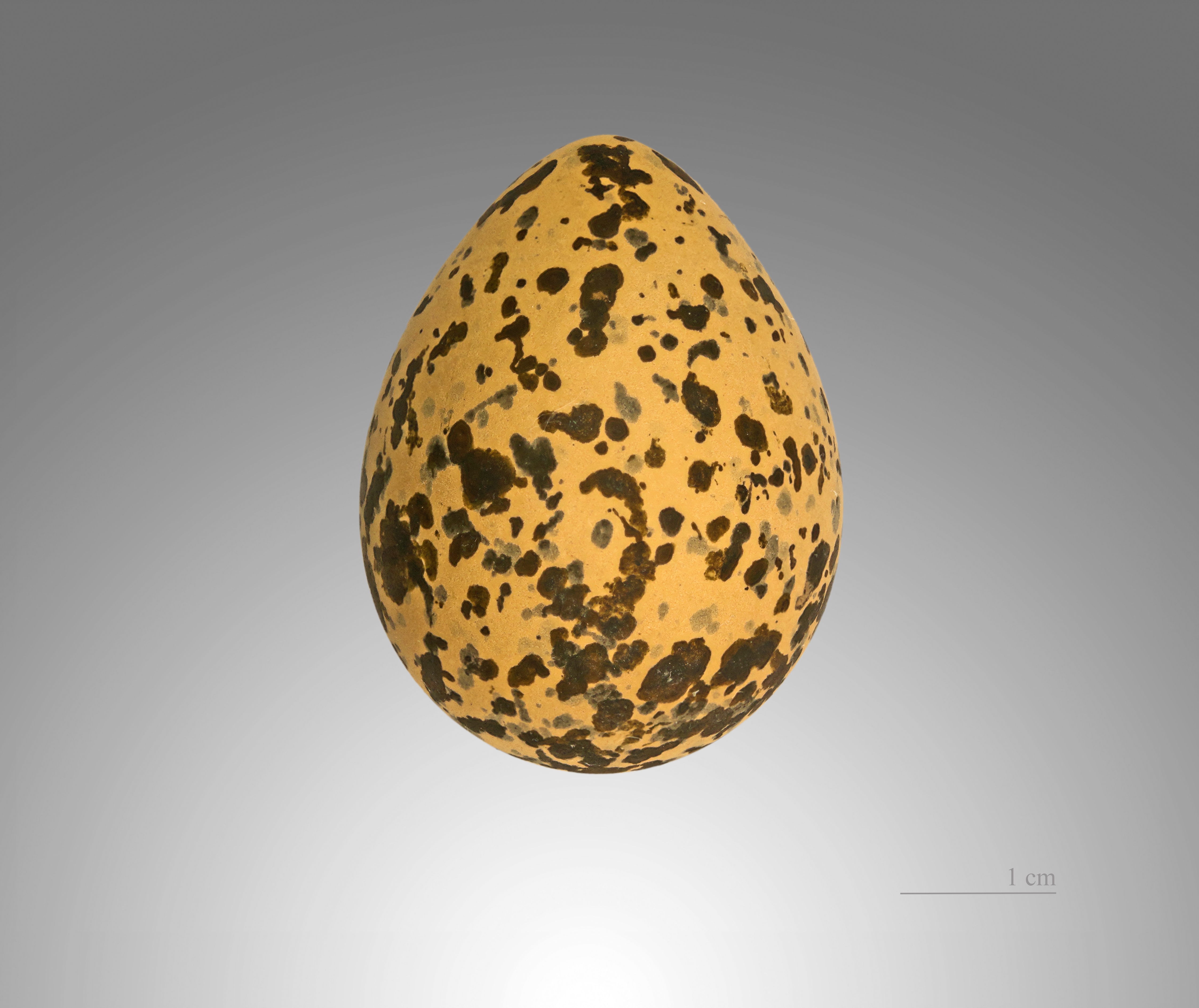
Huevo de Vanellus spinosus

La avefría espinosa (Vanellus spinosus) es un miembro del género Vanellus propio del Mediterráneo oriental, Arabia y el África subsahariana.